# Albrecht Ludloff
Albrecht K. Ludloff (* 2. November 1924 auf Gut Bromberg, Ostpreußen) ist ein deutscher Ingenieur und Erfinder.

## Leben
Albrecht Ludloff war lange Jahre Leiter der Abteilung für Radarsignalverarbeitung bei AEG-Telefunken in Ulm und später in ähnlicher Position bei Daimler-Benz Aerospace (DASA), einer Fusion u. a. von Dornier und der AEG.
Seine Arbeiten zur Radartechnik und Radarsignalverarbeitung waren maßgeblich für die Wehrtechnik (u. a. Zielerfassung, radartechnische (Ent-)Tarnung) gedacht. 1978 stellte er das AEG-Telefunken MTS 3/23 Displaysystem für die Zielerfassung und Positionierung bei Kampffliegern vor.
Mit dem späteren Professor Hermann Rohling arbeitete er bei AEG-Telefunken zusammen und veröffentlichte gemeinsam mit ihm. 1982 veröffentlichte er als Mitautor die Ergebnisse eines vom Bundesministerium für Verkehr geförderten Projektes.
In der Position als Abteilungsleiter verfasste er eine Vielzahl von Veröffentlichungen (wissenschaftliche Arbeiten und bedeutende, weil bis in die heutige Zeit weiterreferenzierte, Patente). Als Ergebnis dieser Arbeiten veröffentlichte er 1993 die mittlerweile zum Standardwerk (vielfach zitiert, mittlerweile in 3. bzw. 4. Auflage, an einer Vielzahl von Bibliotheken verfügbar) gehörenden Bände zur Radar und Radarsignalverarbeitung.

## Publikationen

### Monografien
- Handbuch Radar und Radarsignalverarbeitung. Vieweg, Braunschweig/Wiesbaden 1993.
- Praxiswissen Radar und Radarsignalverarbeitung, Springer-Verlag, 2013.

### Aufsätze als Autor
- Zur Reduzierung netzfrequenter Störspannungen auf abgeschirmten Kabeln, Telefunken-Zeitung (Berlin) 36, Nr. 5, 1963, S. 317 ff.
- Die Breitbandübertragung von Radar-Signalen, Luftfahrttechnik-Raumfahrttechnik, Vol. 12, Nr. 9, 1966, S. 245 ff.
- Das Verhalten des Step-Scan-MTIs im Frequenzbereich, NTZ: Nachrichtentechnische Zeitschrift, Band 27, VDE-Verlag, Z. 27, H. 3, 1974, S. 97 ff.
- The operation of modern air-space surveillance radars, Ortung und Navigation, Vol. 29, Nr. 2, 1988, S. 272 ff.

### Aufsätze als Mitautor
- gemeinsam mit Hans Awender: Quartz-controlled Transistor Oscillators, Elektronische Rundschau, Vol. 12, Nr. 3, 1958
- gemeinsam mit R. Harnisch, H. Spicks: Modular radar display units - Versatility in air defence and ATC applications, Interavia, Vol. 33, Jan. 1978
- gemeinsam mit N. Füchter; Frank Hagedorn; Manfred Minker; Hermann Rohling: Doppler processing, waveform design and performance measures for some pulsed doppler and MTD-radars, Ortung und Navigation, Nr. 3, 1981
- gemeinsam mit Manfred Minker: Reliability of Velocity Measurement by MTD Radar, IEEE Transactions on Aerospace and Electronic Systems, Volume: AES-21, Issue: 4, 1985